# Rio Tibaji
Der Rio Tibaji (auch Rio Tibagi) ist ein 620 km langer brasilianischer Fluss im Bundesstaat Paraná im Süden Brasiliens. Er ist Teil des Paraná-Flusssystems.

## Name Tibaji
Der Name Tibaji ist von der Sprache der Indigenen abgeleitet. Der französische Botaniker und Forschungsreisende Auguste de Saint-Hilaire vermutet 1820 in seinem Bericht über eine Reise in den Süden Brasiliens, dass der Begriff mit "Markt für Beile" übersetzt würde (Tiba = "Handelsplatz", und ji = "Beil"). Nach der Auffassung des im Munizip Tibagi einheimischen Forschers Edmundo Alberto Mercer von 1934 würde der Tupí-Guaraní-Begriff der Kaingang jedoch "viele Wasserfälle" bedeuten (Tiba = "viel", und ji = "Wasserfälle").

## Geografie

### Flusslauf
Der Tibaji ist nach dem Rio Ivaí und dem Rio Piquiri der drittlängste Fluss, der vollständig im Bundesstaat Paraná fließt.

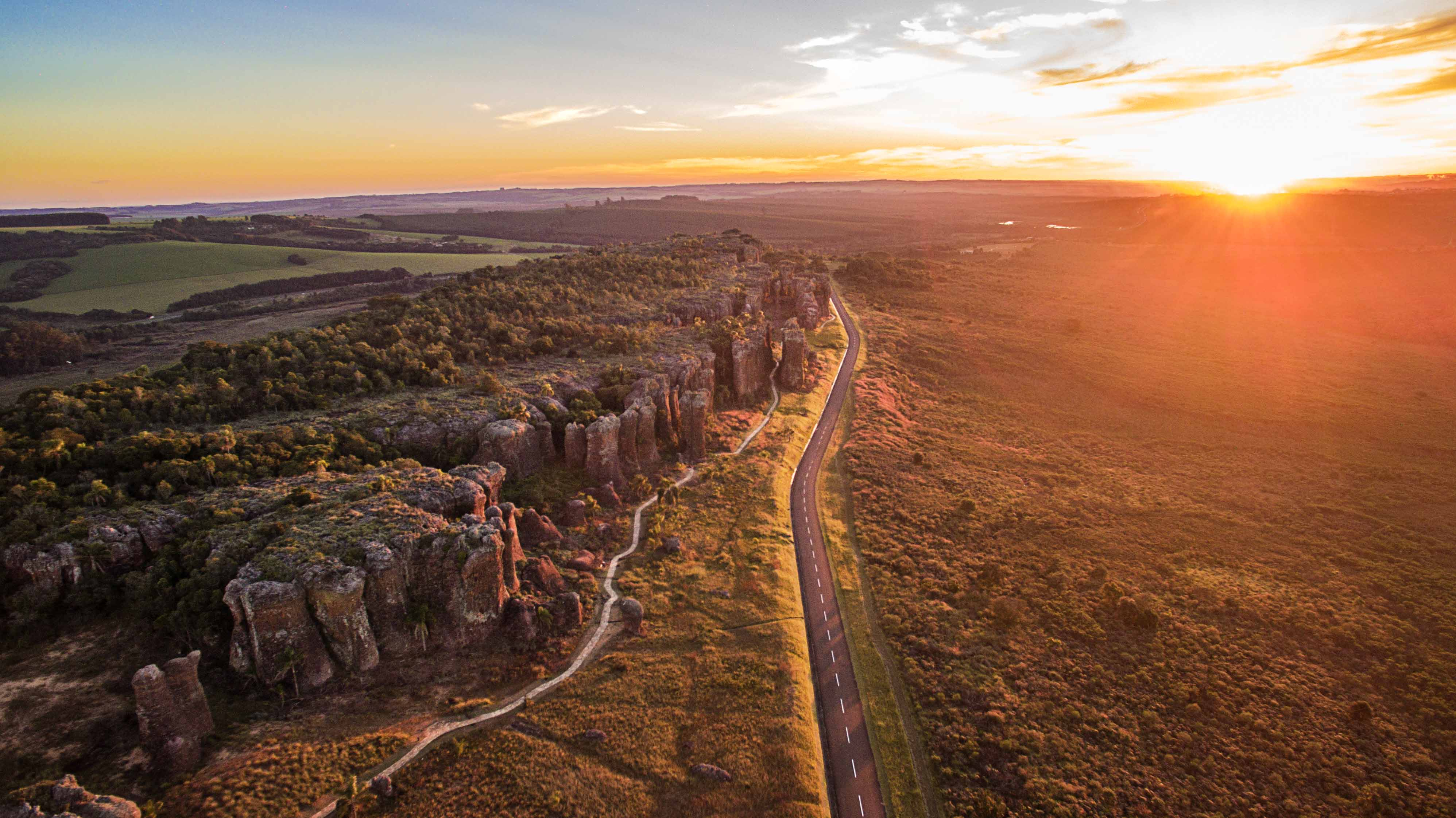
Nach wenigen Kilometern fließt der Tibaji am Parque Estadual de Vila Velha vorbei

Sein Quellgebiet befindet sich im Südosten des Staates im Umweltschutzgebiet Área de Proteção Ambiental (APA) da Escarpa Devoniana in der Serra das Almas auf 1.117 m Höhe im Munizip Ponta Grossa nahe der Grenze zu Campo Largo und Palmeira. Diese Region ist bekannt als Campos Gerais do Paraná, eine vegetationsgeographische Einheit, die als zweite Hochebene von Paraná (Planalto de Ponta Grossa) bezeichnet wird.

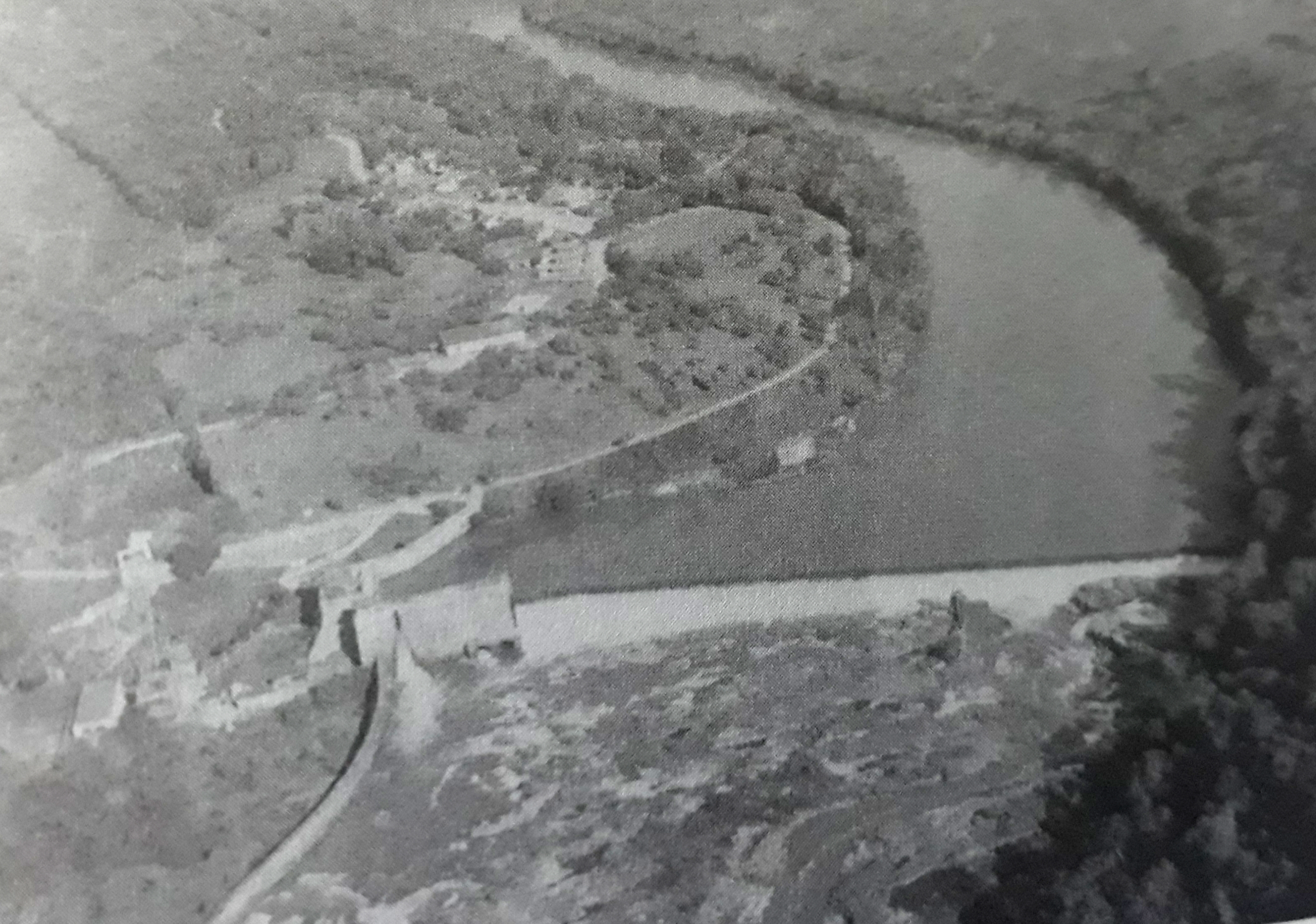
Talsperre Mauá, aufgenommen 2020

Der Fluss durchquert den Staat von Süden nach Norden und fließt nach der zweiten auch durch die dritte Hochebene von Paraná (Planalto de Guarapuava).

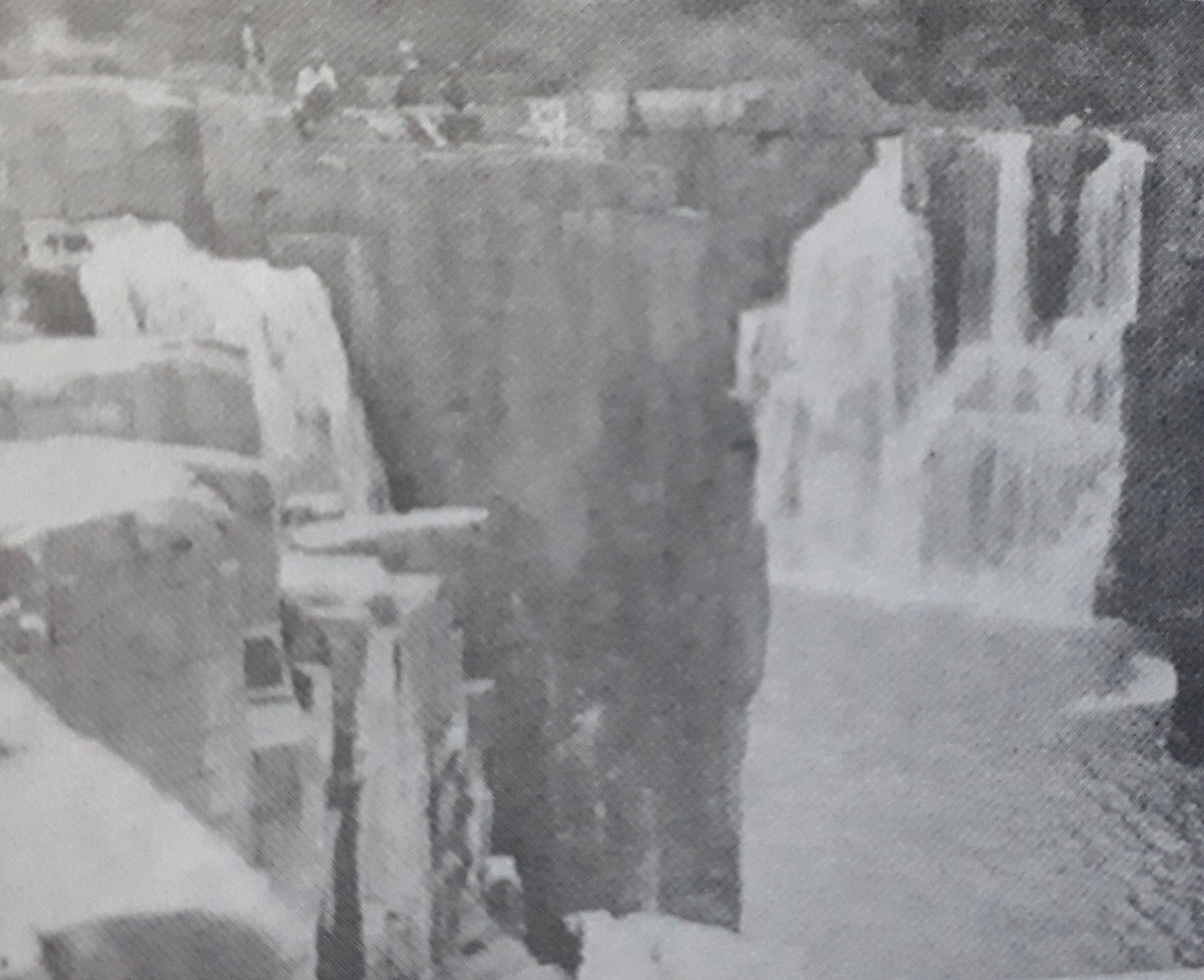
Salto Mauá vor der Flutung durch das Kraftwerk Mauá

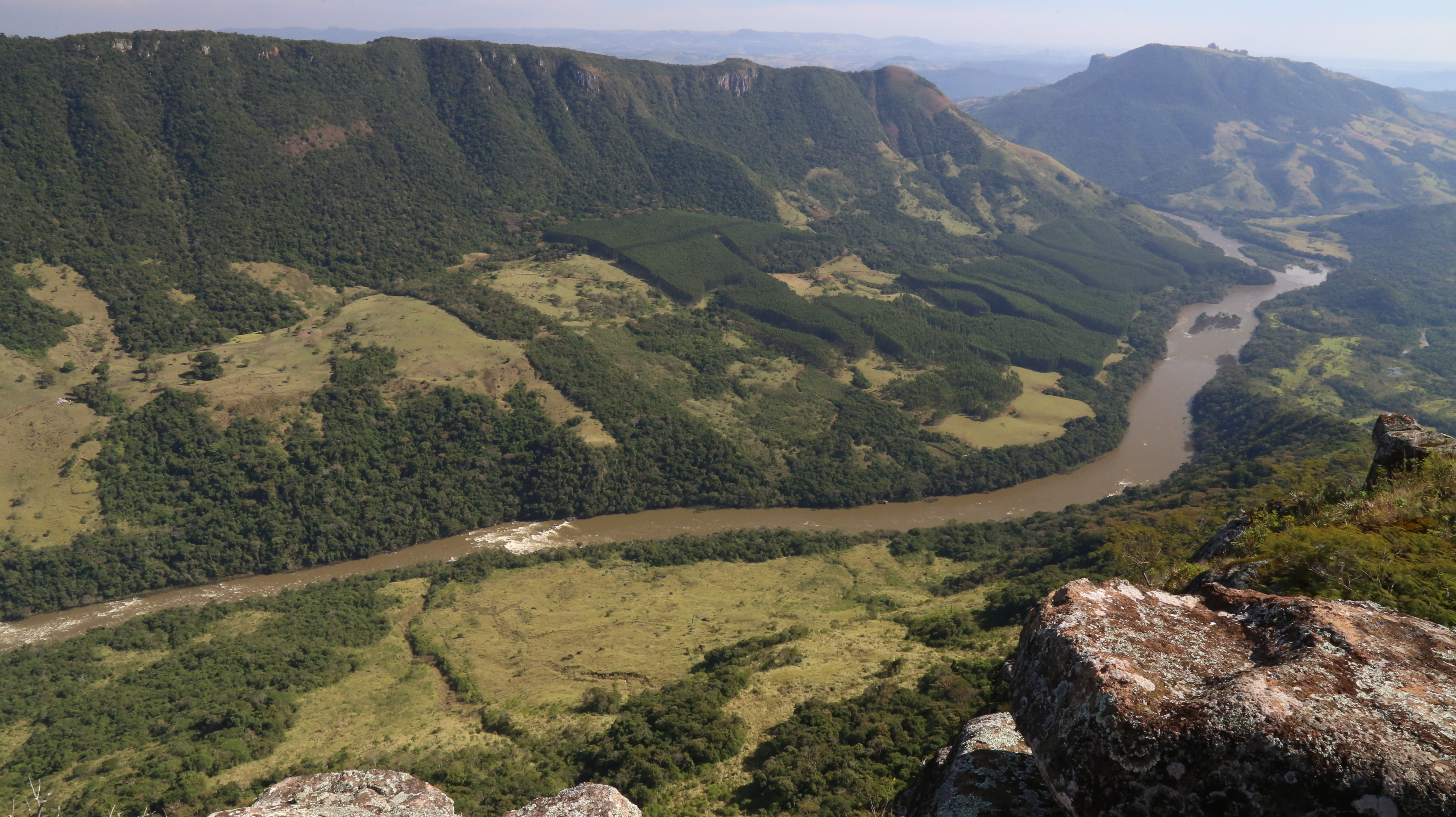
Pico do Agudo mit 1224 m Höhe in der Nähe der Stadt Sapopema, Paraná

Er mündet im Munizip Primeiro de Maio auf 334 m Höhe (Stauziel) in den Capivara-Stausee des Paranapanema, an der Grenze zwischen den Staaten Paraná und São Paulo.

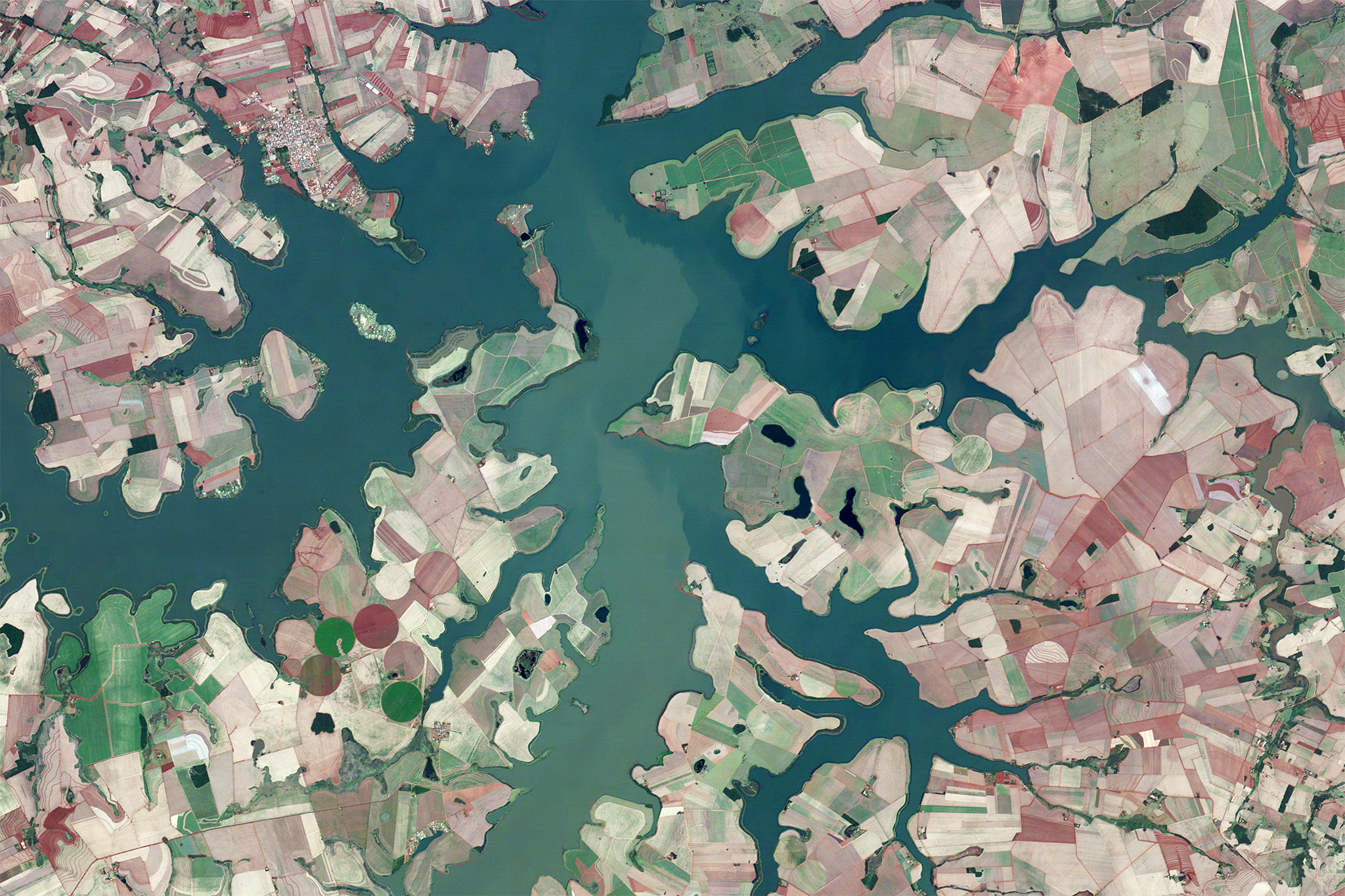
Der Tibaji mündet im Capivara-Stausee bei Primeiro de Maio (Paraná) von links in den Paranapanema

### Nebenflüsse
Rechte Nebenflüsse sind unter anderem: Iapó (im Munizip Tibagi), das Antas (nahe der Talsperre Mauá), Lajeado, São Jerônimo (an der Grenze der Munizipien São Jerônimo da Serra und Assaí), Congonhas (an der Grenze der Munizipien Sertaneja und Rancho Alegre).
Linke Nebenflüsse sind unter anderem: Guaraúna, Capivari (im Munizip Tibagi), Imbituva, Imbaú (im Munizip Tibagi), Imbauzinho (an der Grenze zwischen Telémaco Borba und Ortigueira), Capivari, Apucarana (an der südöstlichen Grenze der Reserva Indígena Apucarana), Apucaraninha (an der nördlichen Grenze der Reserva Indígena Apucarana).

### Einzugsgebiet
Das Einzugsgebiet umfasst 25.239 km². Das ist ein Achtel der Fläche des Staates Paraná.

### Städte am Tibaji
Im Einzugsgebiet des Tibaji liegen 49 Munizipien. Die zwei einwohnerstärksten darunter sind die Großstädte Londrina und Ponta Grossa.
|    | Munizip                   | Fläche innerhalb Tibaji-Becken (km²) | Gesamtfläche (km²) | Anteil an Gesamtfläche (%) | Einwohner innerhalb Tibaji-Becken (IBGE 2004) |
| -- | ------------------------- | ------------------------------------ | ------------------ | -------------------------- | --------------------------------------------- |
| 1  | Apucarana                 | 195                                  | 555                | 35,1 %                     | 36.855                                        |
| 2  | Arapongas                 | 187                                  | 382                | 49,0 %                     | 19.864                                        |
| 3  | Assaí                     | 440                                  | 440                | 100,0 %                    | 16.875                                        |
| 4  | Bela Vista do Paraíso     | 24                                   | 246                | 9,7 %                      | 13.910                                        |
| 5  | Califórnia                | 95                                   | 142                | 66,7 %                     | 7.162                                         |
| 6  | Cambé                     | 143                                  | 496                | 28,8 %                     | 74.376                                        |
| 7  | Carambeí                  | 645                                  | 645                | 100,0 %                    | 16.717                                        |
| 8  | Castro                    | 1.607                                | 2.533              | 63,4 %                     | 58.575                                        |
| 9  | Congonhinhas              | 180                                  | 532                | 33,9 %                     | 5.787                                         |
| 10 | Cornélio Procópio         | 281                                  | 649                | 43,4 %                     | 24.891                                        |
| 11 | Curiúva                   | 345                                  | 574                | 60,2 %                     | 11.549                                        |
| 12 | Fernandes Pinheiro        | 407                                  | 407                | 100,0 %                    | 6.559                                         |
| 13 | Guamiranga                | 51                                   | 243                | 20,9 %                     | 1.247                                         |
| 14 | Ibiporã                   | 299                                  | 299                | 100,0 %                    | 45.737                                        |
| 15 | Imbaú                     | 330                                  | 330                | 100,0 %                    | 9.808                                         |
| 16 | Imbituva                  | 759                                  | 759                | 100,0 %                    | 27.628                                        |
| 17 | Ipiranga                  | 927                                  | 927                | 100,0 %                    | 13.676                                        |
| 18 | Irati                     | 224                                  | 995                | 22,5 %                     | 31.026                                        |
| 19 | Ivaí                      | 186                                  | 610                | 30,5 %                     | 2.563                                         |
| 20 | Jataizinho                | 162                                  | 162                | 100,0 %                    | 11.788                                        |
| 21 | Leópolis                  | 70                                   | 346                | 20,3 %                     | 401                                           |
| 22 | Londrina                  | 1.657                                | 1.657              | 100,0 %                    | 480.822                                       |
| 23 | Marilândia do Sul         | 166                                  | 383                | 43,4 %                     | 1.294                                         |
| 24 | Mauá da Serra             | 89                                   | 109                | 81,9 %                     | 1.119                                         |
| 25 | Nova América da Colina    | 129                                  | 129                | 100,0 %                    | 3.318                                         |
| 26 | Nova Fátima               | 98                                   | 282                | 34,7 %                     | 596                                           |
| 27 | Nova Santa Bárbara        | 80                                   | 80                 | 100,0 %                    | 3.553                                         |
| 28 | Ortigueira                | 1.680                                | 2.432              | 69,1 %                     | 19.037                                        |
| 29 | Palmeira                  | 1.190                                | 1.457              | 81,7 %                     | 29.187                                        |
| 30 | Piraí do Sul              | 964                                  | 1.407              | 68,5 %                     | 20.452                                        |
| 31 | Ponta Grossa              | 1.633                                | 2.026              | 80,6 %                     | 274.411                                       |
| 32 | Porto Amazonas            | 22                                   | 187                | 11,9 %                     | 202                                           |
| 33 | Primeiro de Maio          | 192                                  | 417                | 46,2 %                     | 9.419                                         |
| 34 | Rancho Alegre             | 168                                  | 168                | 100,0 %                    | 4.037                                         |
| 35 | Reserva                   | 471                                  | 1.634              | 28,8 %                     | 13.729                                        |
| 36 | Rolândia                  | 76                                   | 456                | 16,6 %                     | 22.763                                        |
| 37 | Santa Cecília do Pavão    | 110                                  | 110                | 100,0 %                    | 3.626                                         |
| 38 | Santo Antônio do Paraíso  | 165                                  | 165                | 100,0 %                    | 2.945                                         |
| 39 | São Jerônimo da Serra     | 826                                  | 826                | 100,0 %                    | 10.968                                        |
| 40 | São Sebastião da Amoreira | 227                                  | 227                | 100,0 %                    | 8.858                                         |
| 41 | Sapopema                  | 466                                  | 677                | 68,9 %                     | 5.624                                         |
| 42 | Sertaneja                 | 234                                  | 444                | 52,6 %                     | 5.935                                         |
| 43 | Sertanópolis              | 504                                  | 504                | 100,0 %                    | 15.586                                        |
| 44 | Tamarana                  | 469                                  | 469                | 100,0 %                    | 10.166                                        |
| 45 | Teixeira Soares           | 903                                  | 903                | 100,0 %                    | 8.277                                         |
| 46 | Telêmaco Borba            | 1.386                                | 1.386              | 100,0 %                    | 63.289                                        |
| 47 | Tibagi                    | 2.950                                | 2.950              | 100,0 %                    | 19.469                                        |
| 48 | Uraí                      | 235                                  | 235                | 100,0 %                    | 11.146                                        |
| 49 | Ventania                  | 290                                  | 759                | 38,3 %                     | 7.052                                         |
|    | Gesamt                    | 24.935                               | 34.748             | 71,8 %                     | 1.493.874                                     |

## Talsperren
Die Wasserkraft des Tibaji selbst wird gegenwärtig nur an der Talsperre Mauá - Usina Hidrelétrica Governador Jayme Canet Júnior mit 363 MW genutzt.
Seit Oktober 2019 ist das Wasserkraftwerk Tibaji Montante in Betrieb. Es liegt 3 km südlich der Stadtmitte von Tibagi. Seine Leistung beträgt 36 MW.